# إتش إس. بيدي
إتش إس. بيدي (بالإنجليزية: H. S. Bedi)‏ هو شخصية أعمال هندي، ولد في 20 سبتمبر 1952 في دلهي في الهند.